# عصمت إينونو
كان مصطفى عصمت إينونو (بالتركية: Mustafa İsmet İnönü) (24 سبتمبر 1884 – 25 ديسمبر 1973) رجل دولة تركي وضابط برتبة فريق أول، وثاني رئيس لتركيا من 11 نوفمبر 1938 حتى 22 مايو 1950، حين هُزم حزب الشعب الجمهوري الذي يقوده في الانتخابات الحرة الثانية لتركيا. كان أول رئيس لهيئة الأركان العامة من عام 1922 إلى 1924، وأول رئيس وزراء بعد إعلان الجمهورية، شغل المنصب لثلاث فترات: من 1923 إلى 1924، ومن 1925 إلى 1937، ومن 1961 إلى 1965. في منصب الرئاسة، مُنح لقب «قائد الملة» الرسمي (الرئيس الوطني).
حين اعتُمد قانون الألقاب عام 1934، أعطاه كمال أتاتورك لقبًا استُمد من بلدة إنونو، حيث قاد قوات جيش مجلس الأمة الكبير بصفة وكيل رئيس هيئة الأركان العامة خلال الحرب التركية اليونانية لعام 1919 – 1922. لاحقًا، عُرفت هذه المعارك باسم معركة إنونو الأولى ومعركة إنونو الثانية.

## النشأة (1884–1903)
ولد مصطفى عصمت عام 1884 في سميرنا (إزمير) في ولاية أيدين لأبيه حاجي رشيد وأمه جفرية (لاحقًا جفرية تمللي). تقاعد والده حاجي رشيد من إدارة التحقيق الأولى لمكتب الشؤون القانونية  في وزارة الحرب. بوصفه أحد أفراد عائلة كوروموغلو المعروفة في منطقة بدليس، وُلد والد مصطفى عصمت (حاجي رشيد) في ملاطية. وفقًا لأعضائها الذين يدرسون نسب العائلة، فإن عائلة كوروموغلو من أصل تركي ، بينما تشير مصادر المعلومات الثانوية إلى أن الأسرة من أصل كُردي. كانت والدته ابنة مدرّس حسن أفندي الذي ينتمي إلى العلماء وكانت فرداً من عائلة رازغراد التركية (بلغاريا الحالية). بسبب طبيعة عمل والده، انتقلت الأسرة من مدينة إلى أخرى.

## بدايات مسيرته العسكرية
تخرج عصمت من المدرسة الإمبراطورية للهندسة العسكرية عام 1903 ضابطَ مدفعية، وحصل على أول مهمة عسكرية له في الجيش العثماني. انضم إلى جمعية الاتحاد والترقي. حقق أولى انتصاراته العسكرية من خلال قمع ثورتين كبيرتين ضد الإمبراطورية العثمانية، الأولى في الروملي، والثانية في اليمن بقيادة يحيى محمد حميد الدين. عمل ضابطًا في الجيش أثناء حروب البلقان على الجبهة العثمانية البلغارية. أثناء الحرب العالمية الأولى، خدم في الجيش العثماني برتبة أمير آلاي (المماثلة لرتبة عقيد أو عميد) وعمل تحت إمرة مصطفى كمال باشا أثناء تنفيذ مهامه في جبهتي القوقاز وفلسطين.

## حرب الاستقلال التركية
بعد خسارة معركة مجدو أمام الجنرال إدموند ألنبي في الأيام الأخيرة من الحرب العالمية الأولى، ذهب إلى إسطنبول وعُيّن وكيلًا لوزارة الحرب وبعدها أمينًا عامًا للتوثيق في المجلس العسكري.
بعد الاحتلال العسكري اسطنبول في 16 مارس 1920، قرر الانتقال إلى الأناضول للانضمام إلى الحركة الوطنية التركية. ارتدى هو ورئيس ديوانه الرائد صافيت (أريكان) زيّ الجنود وغادرا مال تبة في مساء 19 مارس 1920 ووصلا أنقرة في 9 أبريل 1920.
عُيّن قائد الجبهة الغربية في جيش مجلس الأمة التركي الكبير، وهو منصبٌ ظل فيه خلال حرب الاستقلال التركية. رُقي إلى رتبة أمير لواء (المكافئة لرتبة عميد أو لواء؛ وهي أدنى رتبة مُنح حاملها لقب باشا في الجيش العثماني وجيش تركيا قبل عام 1934) بعد تحقيق النصر في معركة إنونو الأولى التي جرت بين 9 و 11 يناير 1921. حقق النصر أيضًا في معركة إنونو الثانية التي دارت بين 26 و 31 مارس 1921. خلال حرب الاستقلال التركية، كان أيضًا عضو مجلس الأمة التركي الكبير في أنقرة.
حل مصطفى فوزي باشا، الذي كان رئيس الوزراء ووزيرًا للدفاع في ذلك الوقت، محل إنونو رئيسًا لأركان جيش مجلس الأمة التركي الكبير بعد خسارة القوات التركية لمعارك كبرى ضد الجيش اليوناني المتقدم في يوليو 1921، نتيجة لذلك خسرت تركيا مدن أفيون وقره حصار وكوتاهية وإسكي شهر لفترة مؤقتة. شارك بصفة ضابط أركان (برتبة عميد) في المعارك الأخيرة، حتى الانتصار التركي النهائي في سبتمبر 1922 الذي كان فيه قائدًا للجبهة.

### رئيس مفاوضي مودانيا ولوزان
بعد الانتصار في حرب الاستقلال، عُيّن عصمت باشا رئيس مفاوضي الوفد التركي، في معاهدتي مودانيا ولوزان.
عُقد مؤتمر لوزان في أواخر عام 1922 لتسوية شروط المعاهدة الجديدة التي ستحل محل معاهدة سيفر. اشتُهر إنونو بقراره المتصلب في تحديد مكانة أنقرة بأنها الحكومة الشرعية ذات السيادة. بعد تقديم موقفه، أغلق إنونو سماعة الأذن أثناء خطاب وزير الخارجية البريطاني اللورد كورزون. حين أنهى كورزون كلامه، كرر إنونو موقفه وكأن كورزن لم يقل أي كلمة.   

## روابط خارجية
- عصمت إينونو على موقع الموسوعة البريطانية (الإنجليزية)
- عصمت إينونو على موقع الموسوعة البريطانية (الإنجليزية)
- عصمت إينونو على موقع مونزينجر (الألمانية)
- عصمت إينونو على موقع إن إن دي بي (الإنجليزية)